# Мікенопі (Флорида)
Мікенопі (англ. Micanopy) — місто (англ. town) в США, в окрузі Алачуа штату Флорида. Населення — 648 осіб (2020).

## Географія
Мікенопі розташоване за координатами 29°30′23″ пн. ш. 82°16′50″ зх. д. / 29.50639° пн. ш. 82.28056° зх. д. (29.506351, -82.280499).  За даними Бюро перепису населення США в 2010 році місто мало площу 2,84 км², з яких 2,72 км² — суходіл та 0,12 км² — водойми.

## Демографія
Згідно з переписом 2010 року, у місті мешкало 600 осіб у 277 домогосподарствах у складі 162 родин. Густота населення становила 211 осіб/км².  Було 317 помешкань (112/км²).
Расовий склад населення:
| - 74,2 % — білих - 22,2 % — чорних або афроамериканців - 1,3 % — корінних американців - 0,2 % — азіатів |

До двох чи більше рас належало 2,2 %. Частка іспаномовних становила 2,8 % від усіх жителів.
За віковим діапазоном населення розподілялося таким чином: 17,0 % — особи молодші 18 років, 65,2 % — особи у віці 18—64 років, 17,8 % — особи у віці 65 років та старші. Медіана віку мешканця становила 50,5 року. На 100 осіб жіночої статі у місті припадало 104,1 чоловіків;  на 100 жінок у віці від 18 років та старших — 105,8 чоловіків також старших 18 років.
Середній дохід на одне домашнє господарство  становив 56 869 доларів США (медіана — 36 652), а середній дохід на одну сім'ю — 68 876 доларів (медіана — 43 839). Медіана доходів становила 40 833 долари для чоловіків та 36 667 доларів для жінок. За межею бідності перебувало 12,7 % осіб, у тому числі 18,2 % дітей у віці до 18 років та 14,4 % осіб у віці 65 років та старших.
Цивільне працевлаштоване населення становило 271 особа. Основні галузі зайнятості: освіта, охорона здоров'я та соціальна допомога — 31,0 %, роздрібна торгівля — 16,2 %, мистецтво, розваги та відпочинок — 12,9 %.